# Harry Llewellyn
Sir Henry Morton (Harry) Llewellyn  (Aberdare, 8 juli 1911 - Abergavenny, 15 november 1999) was een Brits ruiter, die gespecialiseerd was in springen. Llewellyn nam tweemaal deel aan de Olympische Zomerspelen en won in 1948 in eigen land de bronzen medaille in de landenwedstrijd. Vier jaar later in Helsinki won Llewellyn de gouden medaille in de landenwedstrijd, dit was de enige gouden medaille die de Britse ploeg veroverde tijdens deze spelen.

## Resultaten
- Olympische Zomerspelen 1948 in Londen 7e individueel springen met Foxhunter
- Olympische Zomerspelen 1948 in Londen  landenwedstrijd springen met Foxhunter
- Olympische Zomerspelen 1952 in Helsinki 15e individueel springen met Foxhunter
- Olympische Zomerspelen 1952 in Helsinki  landenwedstrijd springen met Foxhunter

1912: Lewenhaupt, Kilman, von Rosen ·
1920: König, von Rosen, Norling ·
1924: Thelning, Ståhle, Lundström ·
1928: Navarro, Álvarez, García ·
1936: Hasse, von Barnekow, Brandt ·
1948: Mariles, Uriza, Valdés ·
1952: White, Stewart, Llewellyn ·
1956: Winkler, Thiedemann, Lütke-Westhues ·
1960: Winkler, Thiedemann, Schockemöhle ·
1964: Schridde, Jarasinski, Winkler ·
1968: Day, Gayford, Elder ·
1972: Ligges, Wiltfang, Steenken, Winkler ·
1976: Parot, Rozier, Roguet, Roche ·
1980: Tsjoekanov, Poganovsky, Asmaje, Korolkov ·
1984: Fargis, Homfeld, Burr Howard, Smith ·
1988: Beerbaum, Brinkmann, Hafemeister, Sloothaak ·
1992: Raijmakers, Romp, Tops, Lansink ·
1996: Sloothaak, Nieberg, Kirchhoff, Beerbaum ·
2000: Beerbaum, Nieberg, Ehning, Becker ·
2004: Wylde, Ward, Madden, Kappler ·
2008: Ward, Kraut, Simpson, Madden ·
2012: Skelton, Maher, Brash, Charles ·
2016: Rozier, Staut, Bost, Leprévost ·
2020: von Eckermann, Baryard-Johnsson, Fredricson ·
2024: Maher, Charles, Brash
- International Standard Name Identifier: 0000 0000 2322 8244
- Library of Congress Control Number: n81021832
- Virtual International Authority File: 50541114
- WorldCat: E39PBJpv6wgfQPPfbJcJQgXw4q